# Lego Modular Buildings

Lego modular Parisian Cafe

A Lego Modular Buildings (stilizáltan LEGO Modular Buildings) egy 2007-ben bevezetett Lego építőjáték sorozat, amely általában évente új készleteket ad ki. A sorozatot az AFOL (Adult Fans of Lego bricks) és TFOL (Teen Fans of Lego) közösségek visszajelzései és javaslatai alapján hozták létre, és a készleteket általában a haladóbb építőknek szánják.
Bár a készletek még mindig a minifigurák köré vannak méretezve, és a város életét ábrázolják, sokkal összetettebbek, mint a hagyományos Legoland Town/City készletek, és több mint 2000 építőelemet darabot tartalmaznak, valamint olyan szokatlan építési technikákat alkalmaznak, amelyeket a korábbi hivatalos Lego készleteknél általában nem használtak. A legtöbb, gyermekeknek és serdülőknek szánt Lego készlettel ellentétben a Lego Modular Buildings sorozat legtöbb készletének ajánlott életkora 16 év vagy annál idősebb. A Lego Modular Buildings készleteket pozitív kritikák fogadták, és a Lego tervezői és rajongói „felnőtt gyűjteménynek” tekintik.

## Története
2006-ban egy közvélemény-kutatást végeztek, amelynek célja a közösség volt. A felnőtteket arra kérték, hogy osszák meg véleményüket arról, hogy milyen koncepciót szeretnének látni a Lego csoport jövőbeli modelljében. A beérkezett ötletek között szerepelt több városi és hétköznapi épület, építészeti részletességű építmények, realisztikus épületek, minifigura léptékű épületek, szilárd és zárt épületek. Ezeket az ötleteket figyelembe vették, és egy évvel később megjelent a Moduláris épületek sorozat első készlete, a Café Corner. A készlet tervezése során néhány LEGO rajongót felkértek, hogy adjanak visszajelzést és javaslatokat.
A sorozat összes készlete össze is illeszthető, hogy egy nagyobb, több egymás mellett álló épületből álló szomszédsági elrendezést alkossanak. A modellek alján lévő csatlakozókat úgy igazították ki, hogy könnyen összekapcsolhatók legyenek a sorozat más modelljeivel.

## Kihívások
A korábbi készletek tervezői számára kihívást jelentett, hogy a tervezés során nem tudtak a valaha gyártott Lego téglák és színek teljes palettájával dolgozni. Ehelyett a terméktervezés idején a Lego által jelenleg gyártott téglákra és színekre korlátozódtak. A Café Corner esetében például a tervező egy bicikli elemet szeretett volna a készletbe építeni, de akkoriban a bicikli darabokat gyártó gép elromlott. Ezt meg kellett javítani ahhoz, hogy a tervező be tudja építeni a darabot a tervébe. A Market Street esetében a rajongó tervező csak az „aktív alkatrészként” elérhető téglákra és színkombinációkra volt korlátozva, vagyis olyan téglákra, amelyek már gyártásban voltak. Új téglákat nem lehetett bevezetni. Ezt a követelményt azóta eltörölték. A Downtown Diner tervezői újra bevezethettek egy nyugdíjazott színt, a Bright Bluish Green-t, a Police Station pedig bevezethetett egy új formát, az 1x3-as fordított ívű téglát.
A Modular Houses készletek tervezése során ütemezési kihívásokkal kellett szembenézni. A Green Grocer készlet esetében a tervező úgy vélte, hogy a készletnek jót tett volna egy újabb tervezési iteráció a megjelenés előtt. Ezeknek a készleteknek a részletes jellege nagyobb mennyiségű tervezési időt igényel, mint egy normál Lego készlet. A sorozat jövőbeli készletei várhatóan nem szenvednek majd ilyen ütemezési nyomástól.
A Café Corner tervezése során (és feltehetően a sorozat többi készleténél is) a tervezőnek szorosan együtt kellett működnie az építési utasításokkal foglalkozó csapattal néhány „szokatlan technika” miatt, amelyeket használt, „amelyeket korábban még nem próbáltak ki hivatalos Lego készletekben”.
A sorozat első két modelljében, a Café Cornerben és a Market Streetben azért nem szerepeltek belső terek, mert azok nem voltak láthatóak a csomagoláson található képeken. Miután a Modular Buildings szettek sikere bebizonyosodott ezzel az első két szettel, a harmadik szett, a Green Grocer esetében a tervezőnek megengedték, hogy minden egyes emeletre belső részleteket is beépítsenek. Ennek eredményeképpen a későbbi készletek, például a Green Grocer sok belső részlete nem látható a dobozon, és csak a készlet építése közben fedezhető fel. Az egyes készletek dobozain azonban látható néhány belső részlet, például a mozgólépcsők a Grand Emporiumban és a biliárdasztal a nyomozóirodában.

## Fogadtatás
A Modular Buildings sorozatot a Lego tervezői és rajongói oldalak „felnőtteknek szóló játékoknak” tekintik. A termékértékelések nagyon pozitívak voltak, a legnagyobb kritika az ár és a nehézségi fok volt. A Café Corner esetében az egyik kritikus azt kifogásolta, hogy az épület belseje nélkülöz mindenféle befejezést. Ezt a panaszt a későbbi modellek, mint például a Green Grocer, amely mindhárom emeletén kész belső részleteket tartalmazott, javították.
Amikor a sorozat első szettje, a Café Corner megjelent, a tervező jelezte, hogy a sorozat további szettjei csak akkor következnek, ha az első szett eladásai sikeresek lesznek. 2008-ban egy későbbi interjúban, amely a sorozat harmadik szettjéről, a Green Grocerről szólt, a tervező jelezte, hogy az eladások elég erősek voltak ahhoz, hogy a sorozat négy szettjét támogassák (utalva a Fire Brigade 2009-re tervezett megjelenésére, mint negyedik szettre).

## Modular Building készletek idővonala
Idővonal 